# پارک ملی کاپتای
پارک ملی کاپتای (به لاتین: Kaptai National Park) یک پارک ملی در بنگلادش است که در Rangamati District, Chittagong Division, Bangladesh واقع شده‌است.